# 대전 보문사지
대전 보문사지(大田 普文寺址)는 대전광역시 중구, 보문산에 있는 고려시대의 절터이다. 1977년 1월 1일 충청남도의 기념물 제19호로 지정되었다가, 1989년 3월 18일 대전광역시의 기념물 제4호로 재지정되었다.

## 개요
보문사터는 보문산 정상에서 배나무골로 넘어가는 능선에 있다. 절터의 범위는 동서 약 70m, 남북 약 50m 정도로 남쪽을 향한 경사면을 계단식으로 만들어 3단을 이루고 있다.
아랫단에는 길이 10여m, 높이 1m에 달하는 축대가 쌓여 있으며, 앞면 6칸·옆면 2칸의 건물이 있었던 흔적이 보인다. 두번째 단에는 2개의 건물이 있었던 것으로 생각되나, 파괴가 심하여 건물의 규모는 파악할 수 없다. 제일 윗단 앞에는 축대 바로 밑에 괘불 지주 한 쌍이 서 있는 것으로 보아, 제일 윗단이 대웅전 자리임을 알 수 있다. 절터에서 발굴되는 기와 조각과 도자기 조각은 주로 조선시대의 유물들이다.
조선시대 후기의 기록인 『도산서원지』의 내용으로 미루어, 보문사가 이 지역의 중요한 사찰의 하나였던 사실을 알 수 있다.

## 관련 문화재
- 대전 보문사지 석조 - 대전광역시 문화재자료 제10호

## 같이 보기
- 보문산

## 참고 자료
- 보문사지 - 국가유산청 국가유산포털